# Ion Copae
Ion Copae (n. 19 mai 1945, Viziru, România) este un profesor universitar român, specializarea autovehicule și motoare.
După finalizarea liceului, a urmat cursurile Facultății de Autovehicule din Academia Tehnică Militară, București. A devenit profesor în învățământul universitar în anul 1977. A obținut doctoratul în 1995 și a devenit conducător de doctorat în 1999.
În 2000 a primit premiul Academiei Române pentru grupul de lucrări „Controlul electronic al funcționării motoarelor cu ardere internă”.
Opera sa cuprinde 15 tratate și cursuri universitare, peste 100 de studii și articole de specialitate.